# أبو كشك
أبو كشك هي قرية فلسطينية مُهجرة في قضاء يافا على بعد 12 كم شمال شرق يافا، وتقع على بعد 2 كم شمال غرب نهر العوجا. بلغ عدد سكانها عام 1948 حوالي 2204 نسمة، وفي يوم 30 نيسان 1948 أُخليت القرية من سكانها من قبل عصابة الإرغون وفي وقتها كانت كانت مساحة أراضيها تبلغ 18470 دونم.

## الموقع
بُنيت القرية على أرض مستوية في السهل الساهلي الأوسط على ارتفاع لا يتجاوز 50 مترًا عن مستوى سطح البحر، كانت تحدها من الشمال قرية تبصر( خربة عزون)، ومن الشمال الشرقي قرية بيار العدس، ومن الجنوب الشرقي المحدودية، ويحدها من الجنوب الغربي السوالمة، من الغرب القبلية، ومن الشمال الغربي عرب الشابكي.

## السكان
في عام 1931م، بلغ عدد سكان القرية حوالي 1007 نسمة، وفي عام 1945 بلغ عدد السكان حوالي 1900 نسمة.

## التعليم
اهتم شيوخ العشائر في قرية الكشك بالتعليم منذ العهد العثماني، وفي عام 1924 تم بناء مدرسة على يد الشيخ شاكر أبو كشك، وكان عدد طلابها في عام 1945، 108 طالب.

## وصلات خارجية
- قرية عرب أبو كشك وعشائرها
- أبو كشك ترحب بكم